# بنجامين لانغ
بنجامين لانغ (بالفرنسية: Benjamin Lang)‏ هو مجدف فرنسي، ولد في 4 فبراير 1987 في لو تشيسناي في فرنسا.

## وصلات خارجية
- بنجامين لانغ على موقع الاتحاد الدولي للتجديف (الإنجليزية)
- بنجامين لانغ على موقع اللجنة الأولمبية الدولية (الإنجليزية)
- بنجامين لانغ على موقع أوليمبيديا (الإنجليزية)
- بنجامين لانغ على موقع اللجنة الأولمبية الفرنسية (مؤرشف) (الفرنسية)